# Sister Street Fighter – Fifth Level Fist
Pour plus de détails, voir Fiche technique et Distribution.
Sister Street Fighter – Fifth Level Fist (女必殺五段拳, Onna hissatsu godan ken) est un film japonais réalisé par Shigehiro Ozawa, sorti en 1976. Il s'agit de la suite de The Return of the Sister Street Fighter.

## Fiche technique
- Titre : Sister Street Fighter – Fifth Level Fist
- Titre original : 女必殺五段拳 (Onna hissatsu godan ken?)
- Réalisation : Shigehiro Ozawa
- Scénario : Isao Matsumoto et Motohiro Torii
- Musique : Hajime Ueshiba
- Société de production : Tōei
- Pays d'origine : Japon
- Genre : film d'action
- Durée : 77 minutes[1]
- Date de sortie :
  - Japon 29 mai 1976[1]

## Distribution
- Etsuko Shihomi : Kiku Nakagawa
- Ken Wallace : Jim Sullivan
- Mitchi Love : Michi
- Masafumi Suzuki : Takeo Nakagawa
- Masako Araki : Aya
- Iwao Tabuchi : Ippei Noda
- Yoshiki Yamada : Morie Inoue
- Takanori Oya : Arashi
- Yoshihiro Igarashi : Tamotsu Mizushima
- Masataka Iwao : Goro Osone
- Tony Cetera : Lou Douglas
- Claude Gagnon : Joe Spencer
- Tsunehiko Watase : Shuji Takagi